# 朱褒
朱 褒（しゅ ほう、生没年不詳）は、中国後漢末期から三国時代にかけての人物。益州牂牁郡（または朱提郡）の人。『三国志』蜀志「後主伝」・「馬忠伝」などに記述がある。また『華陽国志』南中志にも記述がある。

## 生涯
蜀漢を建国した劉備が没した後、南中地方（益州南部の4郡）において反乱を起こした人物の一人である。
牂牁郡の郡丞だったが、先に反乱を起こしていた有力者の雍闓に呼応し、建興元年（223年）夏に自ら太守と称して蜀に反旗を翻した。以前から越巂郡において、蜀に反抗的な姿勢をとっていた高定も、同時期に再び反乱を起こした（「後主伝」）。
朱褒が反乱を起こした理由として、以下のような逸話がある。
諸葛亮は、益州従事の常房（常頎）を派遣させた。常房は益州南部一帯での巡察中に、朱褒が異心を抱いていると考え、その主簿を詰問し斬首した。このため朱褒はこれに怒り、常房を殺害した上で、常房が反乱を企んだため殺害したと誣告した。この容易ならぬ事態を悟った諸葛亮は、朱褒を懐柔するために常房の息子たちを斬首し、その弟4人を越巂郡へ流刑に処して詫びたが、それでも朱褒の気持ちを変えることはできなかった（「後主伝」が引く『魏氏春秋』）。
ただし、裴松之は｢常房（常頎）が朱褒によって誣告されたのなら、（諸葛亮ら）為政者は当然この事態を予想する筈で、なぜ無実な（常房の子の）処刑を命じ、邪悪な連中を喜ばせる必要性があるのか。これは（後世の）作り話だと見てよいだろう｣と否定的な見解を示している。
諸葛亮は、雍闓たちを支援する呉に鄧芝を送り、外交関係を修復させた上で（「鄧芝伝」）、建興3年（225年）春3月に自ら軍を率いて南中に遠征した（「後主伝」・「諸葛亮伝」）。
諸葛亮が李恢の軍と合流すると（「李恢伝」）、膨れ上がった蜀軍を前に雍闓たちは動揺、まもなく彼らの間に確執が生じて、高定の部下が雍闓を殺害した（「呂凱伝」）。高定もまた諸葛亮らの軍に敗れ処刑された。ついには朱褒の軍勢も駆逐され、同年秋に諸葛亮は南中4郡を平定し（「諸葛亮伝」・「後主伝」）、牂牁太守には馬忠を任命した（「馬忠伝」）。

## 三国志演義
小説『三国志演義』では、益州南部三郡の太守の一人として登場する。南蛮王孟獲の扇動に呼応し反乱を起こしている。南蛮征伐の軍を起こした諸葛亮は、まず先に高定を降し、高定とその部下鄂煥に調略をかけて利用し、雍闓を始末させる。さらに諸葛亮は高定を利用するため、朱褒が高定のことを讒言してきたと述べ、高定たちに朱褒を襲撃させ殺害させている。